# Осиповичский район
Осипо́вичский райо́н (бел. Асіпо́віцкі раён) — административная единица на юго-западе Могилёвской области Республики Беларусь. Административный центр — город Осиповичи.
Численность населения — 42 663 человек (на 1 января 2025 года).

## Геральдика
Герб и флаг учреждены Указом Президента Республики Беларусь от 3 января 2005 года № 1 и зарегистрированы в Государственном геральдическом регистре Республики Беларусь 6 января 2005 года № Б-31 и № Б-32. Одобрены решением Осиповичского районного Совета депутатов от 19 февраля 2004 года № 6-6.

## География
Осиповичский район расположен в центральной части Республики Беларусь (в соседнем Пуховичском районе находится географический центр страны), на западе Могилёвской области. Территория района расположена в пределах Центральноберезинской равнины. На севере и западе он граничит с Березинским, Червенским, Пуховичским и Стародорожским районами Минской области, на юго-западе и юге с Бобруйским и Глусским, на востоке — с Кличевским районами Могилёвской области. Осиповичский район занимает площадь 1,95 тыс. км². Лесистость территории составляет 55 %, что является одним из наибольших показателей среди районов области.
На западе района расположен крупный военный полигон «Осиповичский» Вооружённых Сил Республики Беларусь, используемый 51-й артиллерийской бригадой, 336-й реактивной артиллерийской бригадой, 465-й ракетной бригадой, а также соединениями из других районов.

### Водная система
- Реки: Березина с притоком Свислочь, Птичь.
- Осиповичское водохранилище

## История
Район образован 17 июля 1924 года. До июля 1930 в составе Бобруйского округа, затем в прямом республиканском подчинении. 8 июля 1931 года в связи с упразднением Свислочского района к Осиповичскому районы были присоединены 6 сельсоветов.

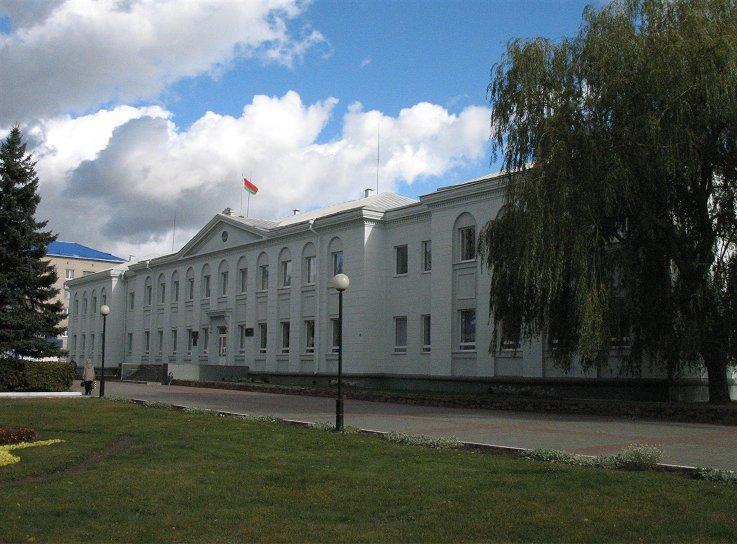
Здание администрации района

С 15 января 1938 в Могилёвской, с 20 сентября 1944 в Бобруйской, с 8 января 1954 в Могилёвской области. 25 декабря 1962 упразднён, территория района передана в Бобруйский район. 6 января 1965 года Осиповичский район восстановлен, причём к территории района были дополнительно присоединены Дарагановский и Дричинский сельсоветы бывшего Стародорожского района, находившиеся в составе Слуцкого района Минской области.
1 декабря 1998 года Осиповичский район и город Осиповичи объединены в одну административно-территориальную единицу – Осиповичский район с административным центром город Осиповичи.
23 ноября 2013 года на территории Осиповичского района образованы Елизовский и Татарковский сельсоветы.

## Административное устройство
В 2002 году на территории района были упразднены:
- Осиповичский сельсовет, населённые пункты которого были включены в состав Вязьевского сельсовета
- Гродзянский поселковый Совет, Каменичский сельсовет и Погорельский сельсовет и на их основе образован Гродзянский сельсовет.

В настоящее время Осиповичский район в административном отношении подразделяется на город Осиповичи, а также 11 сельских Советов:
- Вязьевский
- Гродзянский
- Дарагановский
- Дричинский
- Елизовский[11]
- Лапичский
- Липенский
- Протасевичский
- Свислочский
- Татарковский[11]
- Ясенский

Упразднённые сельсоветы:
- Каменичский
- Осиповичский
- Погорельский

#### Уничтоженные населённые пункты
- Бозок (496 жителей, 103 двора)
- Большая Горожа (219 жителей, 118 дворов)
- Брицаловичи (702 жителя, 144 двора)
- Буда (42 жителя, 18 дворов)
- Вербилово (45 жителей, 13 дворов)
- Лочин (436 жителей, 77 дворов)
- Осовок (141 житель)
- Погорелое (127 жителей, 136 дворов)
- Полядки (79 жителей, 41 двор)[12].

## Население
Численность населения — 42 663 человек (на 1 января 2025 года), в том числе городское — 31 130 человек (Осиповичи — 28 745 человек, Елизово — 1 958 человек, Татарка — 427 человек), сельское — 11 533 человек.
На 1 января 2023 года население района составляет 43 849 человек, в том числе в городских условиях проживают 31 791 (Осиповичи — 29 329 человек, Елизово — 2 024 человек, Татарка — 438 человек), в сельских — 12 058 человек. Всего насчитывается 154 сельских населённых пункта.
На 1 января 2008 года население составляло 52,1 тысяч человек, в том числе города Осиповичи — 33,8 тысяч человек.
| Численность населения с 1939 года: |         |        |         |        |        |        |        |        |
| 1939                               | 1959    | 1970   | 1979    | 1989   | 1996   | 2001   | 2002   | 2003   |
| 67 635                             | 55 615  | 63 052 | 60 746  | 62 261 | 60 400 | 58 010 | 57 267 | 56 400 |
| 2004                               | 2005    | 2006   | 2007    | 2008   | 2009   | 2010   | 2011   | 2012   |
| 55 681                             | 55 039  | 54 524 | 54 030  | 53 328 | 52 917 | 52 182 | 51 247 | 50 407 |
| 2013                               | 2014    | 2015   | 2016    | 2017   | 2018   | 2019   | 2020   | 2021   |
| 49 766                             | 49 195  | 48 719 | 48 291  | 47 847 | 47 347 | 46 723 |        |        |
| 2022                               | 2023    | 2024   | 2025    |        |        |        |        |        |
|                                    | ▼43 849 |        | ▼42 663 |        |        |        |        |        |

По итогам переписи 2019 года, 87,13 % жителей района назвали себя белорусами, 8,21 % — русскими, 2,06 % — украинцами, 0,24 % — поляками, 0,05 % — евреями.
На 1 января 2018 года 18,5 % населения района были в возрасте моложе трудоспособного, 52,8 % — в трудоспособном возрасте, 28,7 % — в возрасте старше трудоспособного. Средние показатели по Могилёвской области — 17,5 %, 56,8 % и 25,7 % соответственно. 52,8 % населения составляли женщины, 47,2 % — мужчины (средние показатели по Могилёвской области — 52,9 % и 47,1 % соответственно, по Республике Беларусь — 53,4 % и 46,6 %).
Коэффициент рождаемости в районе в 2017 году составил 11,3 на 1000 человек, коэффициент смертности — 17,3 (в районном центре — 12 и 14,3 соответственно). Средние показатели рождаемости и смертности по Могилёвской области — 10,5 и 13,6 соответственно, по Республике Беларусь — 10,8 и 12,6 соответственно. Всего в 2017 году в районе родилось 538 и умерло 825 человек, в том числе в районном центре родилось 375 и умерло 447 человек.
В 2017 году в районе было заключено 336 браков (7,1 на 1000 человек, средний показатель по Могилёвской области — 7,1) и 174 развода (3,7 на 1000 человек, средний показатель по Могилёвской области — 3,6). По числу заключённых браков на 1000 человек район занимает 7-е место в области, по числу разводов — 3-е.
Наблюдается миграционная убыль населения — из района чаще выезжают, чем приезжают:
| Миграция населения:                                                                             |
| Графики недоступны из-за технических проблем. См. информацию на Фабрикаторе и на mediawiki.org. |

## Экономика
В 6 км от г. Осиповичи, ниже Осиповичского водохранилища, располагается рыбхоз «Свислочь», поставляющий живую рыбу по всей Могилёвской области.
На сбросе водохранилища работает малая Осиповичская ГЭС (1953), долгое время бывшая крупнейшей ГЭС в стране, вырабатывающая около 10 млн кВт⋅ч в год.

### Сельское хозяйство
Общая посевная площадь сельскохозяйственных культур в организациях района (без учёта фермерских и личных хозяйств населения) в 2017 году составила 25 685 га (257 км², 17-е место в Могилёвской области). В 2017 году под зерновые и зернобобовые культуры было засеяно 10 412 га, под сахарную свеклу — 1090 га, под кормовые культуры — 12 675 га. Валовой сбор зерновых и зернобобовых культур в сельскохозяйственных организациях в 2017 году составил 30,5 тыс. т. По валовому сбору зерновых в 2017 году район занял 18-е место в Могилёвской области. Средняя урожайность зерновых в 2017 году составила 29,8 ц/га (средняя урожайность по Могилёвской области — 33,4 ц/га, по Республике Беларусь — 33,3 ц/га). По этому показателю район занял 12-е место в Могилёвской области. Валовой сбор свеклы сахарной в сельскохозяйственных организациях составил 35,5 тыс. т в 2017 году при урожайности 386 ц/га (средняя урожайность по Могилёвской области — 366 ц/га, по Республике Беларусь — 499 ц/га).
На 1 января 2018 года в сельскохозяйственных организациях района содержалось 21,6 тыс. голов крупного рогатого скота, в том числе 7,2 тыс. коров. По поголовью крупного рогатого скота район занял 14-е место в Могилёвской области. В 2017 году сельскохозяйственные организации района реализовали 2,2 тыс. т скота и птицы на убой (в живом весе) и произвели 32,6 тыс. т молока. По производству молока район занял 9-е место в Могилёвской области. Средний удой молока с коровы — 4562 кг (средний показатель по Могилёвской области — 4296 кг, по Республике Беларусь — 4989 кг).

## Транспорт

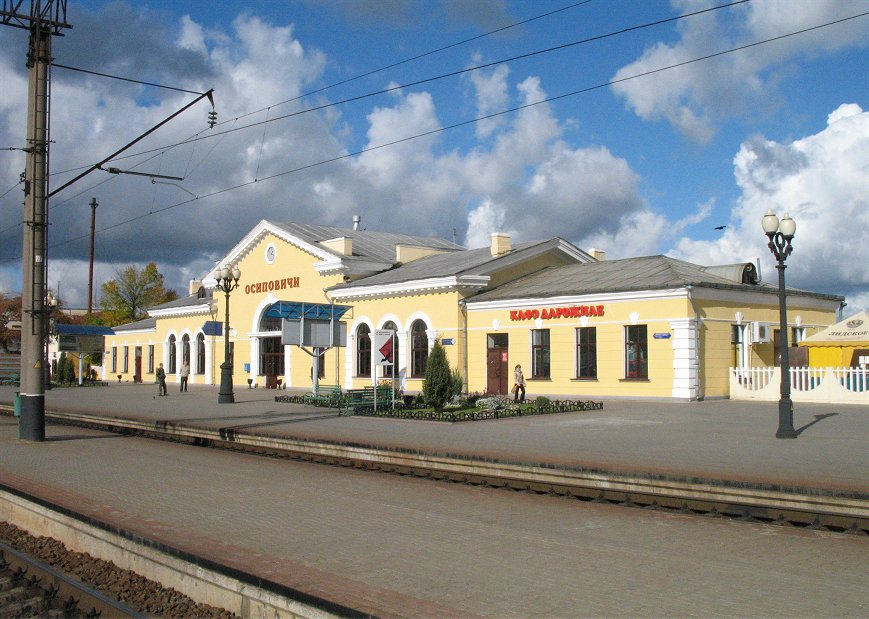
Железнодорожная станция Осиповичи I

Через район проходят железные дороги «Минск—Гомель» (с ответвлением на Гродзянку) и «Могилёв—Барановичи», а также автотрасса «Минск—Гомель».

## Здравоохранение
В 2017 году в учреждениях здравоохранения района работало 106 врачей и 384 средних медицинских работников, в лечебных учреждениях было 276 больничных коек. Численность врачей в пересчёте на 10 тысяч человек — 22,4 (средний показатель по Могилёвской области — 34,6, по Республике Беларусь — 40,5), количество больничных коек в пересчёте на 10 тысяч человек — 58,3 (средний показатель по Могилёвской области — 83,1, по Республике Беларусь — 80,2). По этим показателям район занял 9-е и 21-е места в области соответственно.

## Образование
В 2017 году в районе насчитывалось 28 учреждений дошкольного образования (включая комплексы «детский сад — школа») с 2,2 тыс. детей. В 2017/2018 учебном году в районе действовало 22 учреждения общего среднего образования, в которых обучалось 5,3 тыс. учеников. В школах района работало 724 учителя. В среднем на одного учителя приходилось 7,3 ученика (среднее значение по Могилёвской области — 8,4, по Республике Беларусь — 8,7).
В районном центре расположена Осиповичская государственная специальная общеобразовательная школа-интернат для детей с нарушениями функций опорно-двигательного аппарата — единственное учреждение этого профиля в Могилёвской области. В районном центре расположен Осиповичский государственный профессионально-технический колледж. В колледже готовят продавцов, поваров, швей, парикмахеров, слесарей, трактористов-машинистов, водителей категории C, электросварщиков, облицовщиков-плиточников.

## Культура
В районном центре действует Осиповичский районный историко-краеведческий музей, в котором собрано почти 7 тысяч музейных предметов основного фонда. В 2016 году музей посетили 7,5 тысяч человек.

### Музеи
- Краеведческий музей в агрогородке Вязье
- Краеведческий музей в агрогородке Дараганово

В 2023 году постановлением Министерства культуры Республики Беларусь от 30 мая 2023 года № 80 статус нематериальной историко-культурной ценности присвоен элементу «Культура белорусской дуды на Могилёвщине» в аг. Вязье.

## Достопримечательности
В Государственном списке историко-культурных ценностей Беларуси имеется 107 объектов Осиповичского района. Из них 1 объект архитектуры, 99 памятников археологии, 7 — истории.

### Заказники местного значения
- Дендрарий «Дубрава», биологический заказник (статус с 1992 года). Расположен в 5 километрах северо-восточнее деревни Лапичи, Жорновского лесничества. Площадь 22 га. Участок дубового и дубово-елового леса.
- Участок эталонного соснового насаждения, (охраняется с 1987 года). Находится в Брицаловичском лесничестве. Средний возраст сосны — 140 лет, находится на заключительной стадии эндогенной динамики.

### Водорежимные заказники
- Тагинное (с 1993 года — гидрологический заказник). Торфяной массив площадью 670 га. Находится в 1 км от деревни Лочин. Выполняет роль в формировании водного режима и регулировании уровня грунтовых вод окружающей территории.
- Ляженка (охраняется с 1994 года). Находится в 1,5 км. Восточнее деревни Гродзянка. Площадь 217 га. Выполняет охранную роль поверхностных водотоков и водоёмов водораздела Свислочи и Березины.
- Сетище (с 1994 года, гидрологический). Находится севернее деревни Гродзянка. Торфяной массив площадью 498 га. Водоохранная роль поверхностных водотоков и водоёмов.
- Цельская лесная дача (с 1993 года, гидрологический). Находится севернее деревни Верхи. Торфяной массив площадью 1260 га, запас торфа — 1860 тысяч тонн. Выполняет водоохранную роль поверхностных водотоков и водоёмов (водосбор реки Синяя).
- Дрочевское (с 1993 года) Расположен восточнее деревни Ягодное Осиповичского и Дарагановского лесничества площадью 420 га. Выполняет водоохранную роль поверхностных водотоков, водоёмов и грунтовых вод.
- Великое (с 1993 года — гидрологический). Расположен в 1 км севернее деревни Дубралева и 1,2 км западнее деревни Деревцы. Площадь — 77 га. Природная ценность — клюквенный заказник.
- Пойма реки Птичь (с 1993 года — гидрологический). Находится в пойме реки Птичь у деревни Крынка. Площадь — 670 га. Запас торфа — 618 тысяч тонн. Выполняет водоохранную и функцию аккумулятора влажности и регулятора стока.

### Биологические заказники
- Биологический (охотничий) заказник (с 1995 года) — создан на территории Татарковского, Осиповичского, Каранского и Дарагановского лесничеств. Площадь 9100 га. Организован для сохранения промышленно — охотничьей фауны.
- Биологический (ботанический) заказник (с 1997 года). На двух участках (8 га и 77 га) Осиповичского лесхоза созданы такие заказники с целью сохранения ценных местных древесных пород смешанного леса.

### Памятники природы республиканского значения
- Октябрьский дуб-великан (с 1963 года). Находится в квартале № 59 Октябрьского лесничества, Осиповичского лесхоза. Дуб обыкновенный, возраст — около 200 лет, высота 37 метров, диаметр 1,3 м.
- Брицаловичский дуб-богатырь (с 1963 года). Находится в квартале № 62 Брицаловичского лесничества. Дуб обыкновенный, возраст — около 190 лет, высота 36 метров, диаметр 1,25 м.

### Памятники природы (местного значения)
- Притерпа (с 1994 года). Участок вековой дубравы, где произрастает лиственница сибирская (40 деревьев) и дуб красный. Находится в 2 км юго-западнее деревни Притерпа, Каменичского сельсовета. Площадь — 6,5 га. Возраст лиственницы 60 — 90 лет, высота 32 м, средний диаметр 34 см. Высокая научная значимость.

### Природные парки
- Дендропарк «Жорновский» — основан в 1987 году в деревне Дуброва Лапичского сельсовета. Здесь находится Жорновская экспериментальная база института леса НАН Беларуси. Это охраняемый памятник природы. Площадь — 1,3 га. В дендропарке росло 133 вида акклиматизированной древесно-кустарниковой растительности, но со временем некоторые растения погибли и сегодня их осталось 112 вида.
- Свислочско-Березинский национальный парк. В 1996 году часть территории района в долине реки Свислочь и реки Березина зарезервирована территория под национальный парк, который будет располагаться в Осиповичском и Кличевском районах и станет первым подобным объектом в Могилёвской области.

### Архитектурные памятники
- Фрагменты Свислочского замка. Около аг. Свислочь
- Дом селянина Базыля Яцко в аг. Свислочь
- Железнодорожная станция в Осиповичи
- Дом Г. К. Жукова в Осиповичи. На доме к 60-летнему юбилею Победы установлена мемориальная доска с надписью "В этом доме в 1938 году останавливался командир 6-го кавалерийского корпуса Георгий Константинович Жуков. Впоследствии прославленный полководец. Маршал Советского Союза".
- Памятник-паровоз Эм 726-23 в Осиповичи (2002 год)[48]. Установлен в честь 130-летия образования г. Осиповичи (1872-2002 гг.)
- Памятник Ф. А. Крыловичу. Установлен на перроне железнодорожной станции Осиповичи I в 2009 году
- Мемориальный комплекс в память о жертвах фашизма в Брицаловичи
- Мемориальный комплекс «Алея Героев» в Осиповичи

## Галерея

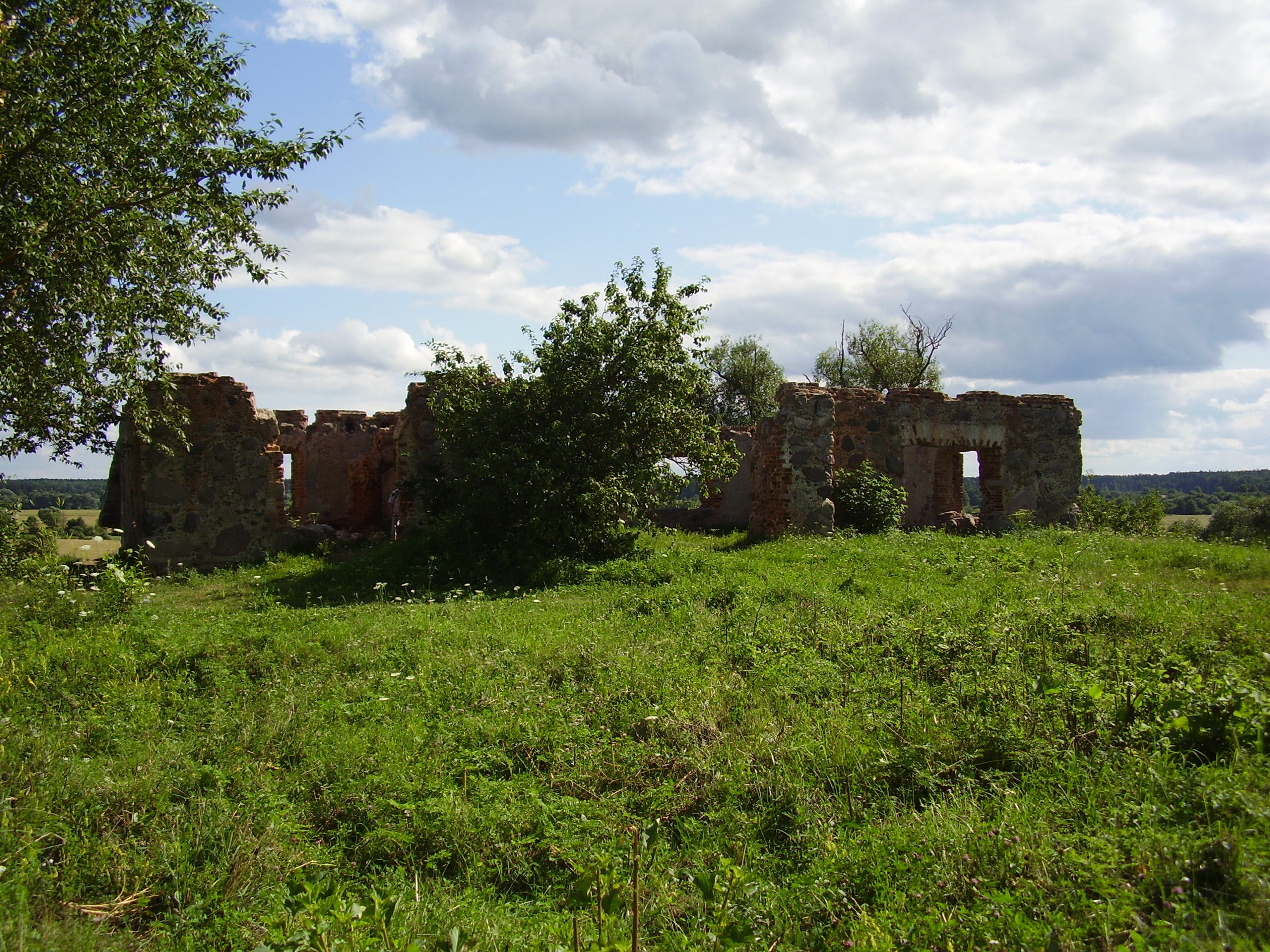
Фрагменты хозпостройки на Замчище ок. аг. Свислочь
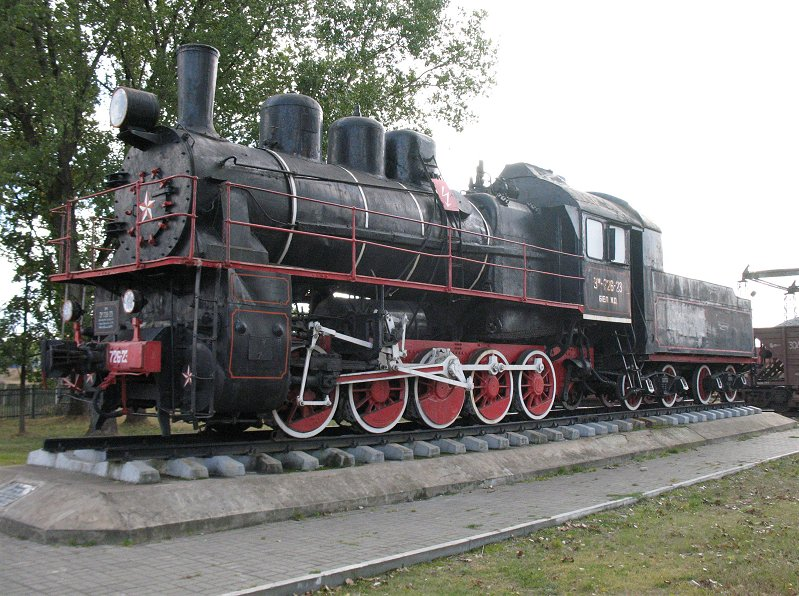
Памятник-паровоз Эм 726-23 в Осиповичи

## СМИ
С июня 1931 выходит районная газета «Калгасная праўда» (первый редактор — Павел Трацевский), с 1938 называется «Калгасная праца», в 1960-х «Запаветы Леніна», с июля 2001 «Асіповіцкі край».
В 2017 году появился Информационно-городской портал «Новости Осиповичи».. На сегодняшний день портал является одним из наиболее читаемых новостей города.